# 人流 (紀錄片)
《人流》（英語：Human Flow）是一部艾未未执导的美国纪录片，入选第74届威尼斯影展主竞赛片。
为了拍摄这部纪录片，艾未未带领大约两百人的团队走访了23个国家，采访了来自于叙利亚、阿富汗等国的难民。艾未未称他希望引起大家来关注难民危机的严重程度。